# Parforcejagtlandskabet i Nordsjælland
Parforcejagtlandskabet i Nordsjælland omkring 30 km nordvest for København omfatter to jagtskove Store Dyrehave og Gribskov samt Jægersborg Hegn og Jægersborg Dyrehave. Kulturlandskabet er anlagt for at de danske konger kunne afholde parforcejagt, dvs. jagt med hunde, der kulminerede fra middelalderen til slutningen af 1500-tallet. Vejene er anlagt i stjerneform, så jægerne i vejkrydsene kan overskue hundenes jagt på vildtet. Landskabet er et eksempel på anvendelse af barokke landskabsarkitektoniske elementer i skovområder.
Parforcejagtlandskabet i Nordsjælland blev optaget på UNESCOs Verdensarvsliste i 2015.
Christian 5 (konge 1670-1699) omdannede flere af de nordsjællandske skove til ”parforcejagtlandskaber” efter fransk mønster.
Ud over det udpegede verdensarvsområde findes der rester af lignende anlæg i Hareskoven ved Farum og i Geels Skov ved Holte.
Det bedst bevarede parforcejagtlandskab er Eremitagesletten i Jægersborg Dyrehave. Her ligger Eremitageslottet i det centrale vejkryds. Slottet er bygget langt senere (1736) og indgår i verdensarven.
Den sidste parforcejagt på Eremitagesletten fandt sted i 1770. De sidste parforcejagter i Danmark blev holdt på Frijsenborg ved Hammel sidst i 1800-tallet.

## Delområder
Forslaget til verdensarv har et total areal på 4.543 hektar, og omfatter:
- Gribskov med Fredensborg Slot
- Store Dyrehave
- Jægersborg Hegn
- Dyrehaven med Eremitageslottet